# Любимая (фильм, 1998)
Любимая (англ. Beloved) — американский кинофильм 1998 года с Опрой Уинфри в главной роли, основанный на одноимённом романе Тони Моррисон 1987 года, награждённом Пулитцеровской премией. Режиссёром выступил Джонатан Демми, а продюсером Уинфри. Фильм был хорошо встречен критиками, однако потерпел неудачу в прокате, собрав всего $23 млн, при бюджете в размере $80 млн.

## Сюжет
Действие фильма происходит в 1873 году, женщина со Среднего Запада по имени Сети (Опра Уинфри) живёт неподалёку от города Цинциннати со своей дочерью-подростком Денвер (Кимберли Элиз). Фильм начинается с того, что её семью терроризирует полтергейст. Десять лет спустя ей наносит неожиданный визит старый друг Пол Д. (Дэнни Гловер), которого она знала, когда они были рабами на плантации в Кентукки.

## В ролях
- Опра Уинфри — Сети
- Дэнни Гловер — Поль Ди
- Тэнди Ньютон — Любимая
- Кимберли Элиз — Денвер
- Би Ричардс — Бэби Сагс
- Лиза Гэй Хэмилтон — Молодая Сети

## Награды и номинации
- Оскар
  - Премия «Оскар» за лучший дизайн костюмов — номинация
- Ассоциация кинокритиков Чикаго
  - Лучшая актриса второго плана (Кимберли Элиз)